# Фернет

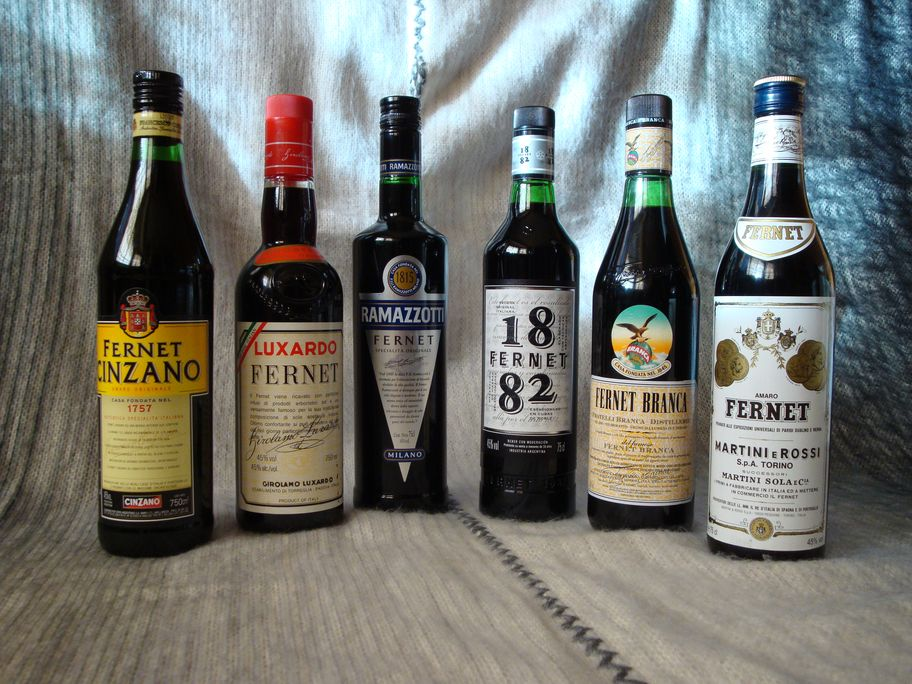
В Аргентині продається кілька марок фернету. Зліва на право: Чинзано, Люксардо, Рамазотті, 1882, Бранка та Мартіні.

Фернет (італійська вимова: [ferˈnɛt]) — італійський тип амаро (травяний лікер), бітер, міцний і ароматний спиртний напій. Фернет виготовляється з трав та спецій, які різняться відповідно до бренду, але зазвичай містять смирну, ревінь, ромашку, кардамон, алое, а особливо шафран, на основі дистильованого виноградного спирту.
Рецепт Фернета зберігається в серйозній таємниці, тому про чіткий склад і пропорції говорити досить складно. Процес виробництва лікеру триває досить довго — протягом двох місяців добре змішані трави настоюють у спирті, після чого Фернет дозріває в дубових бочках ще принаймні вісім місяців. Тільки після цього його розливають по пляшках і доставляють замовникам по всьому світу. У середньому щомісяця виробляється від 10 до 14 тонн цього чудового лікеру.
Фернет зазвичай подають як дигестив після страви, але можуть подавати разом з кавою та еспресо чи додавати у них. Як правило містить  45  об.% спирту.  Його можуть подавати при кімнатній температурі чи з льодом.
Італійський лікер став культом у міжнародній спільноті барменів і надзвичайно популярним у Аргентині. Південноамериканські країни споживають більше ніж 75 % всього виробництва фернета, і завдяки популярності продукту, також має лікеро-горілчаний завод Fratelli Branca за межами Італії. Оскільки, фернет традиційно змішують із кока-колою, це вплинуло на те, що Аргентина стала одним із найбільших споживачів кока-коли у світі. Фернет і кока-кола (ісп. fernet con coca) настільки поширені в Аргентині, що їх називають «неофіційним напоєм країни». Це поєднання називається fernandito або viajero (мандрівник).

## Популярність

### В Аргентині

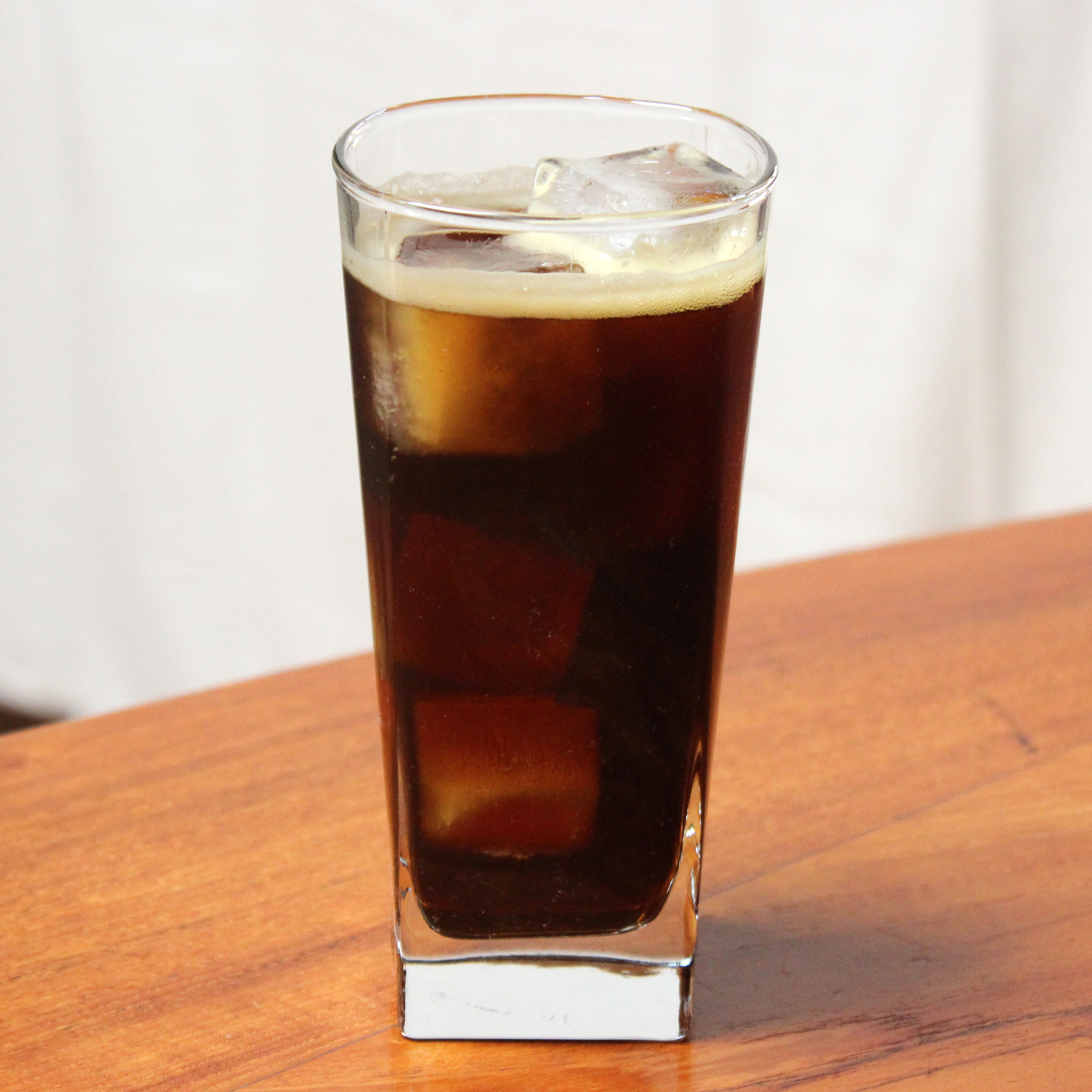
Fernet con coca (Fernet and Coke), культурний символ Аргентини.

Фернет був завезений в Аргентину італійцями під час Великої хвилі європейської імміграції в країну кінця XIX початку ХХ століття. Це зазвичай асоціюють з провінцією Кордова, яку називають «світовою столицею фернетів»; там щорічно споживається майже три мільйони літрів, що становить трохи менше 30 відсотків національного споживання. Національне виробництво становить близько 25 мільйонів літрів, з яких 35 % продається в Буенос-Айрес та провінціях. Фернет-Бранка, безперчно, є найпопулярнішим брендом у країні, лідером на ринку та набув «міфічного» статусу серед аргентинців. Та інші популярні бренди включаючи 1882, Капрі, Рамазотті і Віттоне.
Фернет зазвичай змішують із кока-колою, змішаний напій, відомий як фернет з кока-колою (іспанською «fernet and Coke») або фернандо. Незважаючи на те, що напій у вільному продажі, він став більш популярним у середині 1980-х років, завдяки рекламі Fratelli Branca на телевізійних станціях загальнонаціонального масштабу, і відтоді його популярність постійно зростає. Споживання фернету значно зросло в першому десятилітті ХХІ століття. На початку 2010-х років популярність відносно недорогого фернету була дуже високою, і тому багато барів у Буенос-Айресі прибрали його зі свого меню, щоб стимулювати продажі більш дорогих напоїв.

### У США
Напій був популярний в районі затоки Сан-Франциско ще до сухого закону. У 2008 році на Сан-Франциско припадало 25 % споживання США. У барах Сан-Франциско зазвичай подають фернет як шот, а потім імбирний ель.

### У Чехії
Чеський бренд Fernet Stock дуже популярний у Чехії, де його подають як шоти або як складову різних коктейлів.

## Коктейлі
Фернет можна додавати в коктейлі, хоча сильний смак може пригнітити інші інгредієнти. Він може замінити бітер в рецептах; наприклад, коктейль Fanciulli — це Мангеттен із Фернетом замість біттеру Ангостура.
Шеф-кухар Фергюс Хендерсон пропонує рецепт під назвами «Диво» та «Доктор Хендерсон», який схожий до Бранка Мента (фернет з ментолом і перцевою м'ятою), поєднуючи дві частини Фернет з однією частиною крем-дементу поверх льоду. У рецепті цей коктейль описується як ліки від надмірного захоплення чимось.

## У масовій культурі
Фернет є головною темою роману Джеймса Гамільтона-Патерсона 2004 року про емігрантське життя в Тоскані «Готувати з Фернет Бранка».
У пісні «Mike and the Moonpies» 2019 року «You Look Good in Neon» згадується Фернет у приспіві. Шанувальники гурту почали купувати шоти напою на концертах.